# Stor-Adakträsket
Stor-Adakträsket är en sjö i Malå kommun i Lappland och ingår i Skellefteälvens huvudavrinningsområde. Sjön har en area på 0,666 kvadratkilometer och ligger 396,9 meter över havet. Sjön avvattnas av vattendraget Adakbäcken.

## Delavrinningsområde
Stor-Adakträsket ingår i det delavrinningsområde (724656-163364) som SMHI kallar för Mynnar i Skäppträskån. Medelhöjden är 406 meter över havet och ytan är 46,86 kvadratkilometer. Det finns inga avrinningsområden uppströms utan avrinningsområdet är högsta punkten. Adakbäcken som avvattnar avrinningsområdet har biflödesordning 4, vilket innebär att vattnet flödar genom totalt 4 vattendrag innan det når havet efter 159 kilometer. Avrinningsområdet består mestadels av skog (65 procent) och sankmarker (26 procent). Avrinningsområdet har 0,83 kvadratkilometer vattenytor vilket ger det en sjöprocent på 1,8 procent. Bebyggelsen i området täcker en yta av 0,87 kvadratkilometer eller 2 procent av avrinningsområdet.